# Tymon Smektała
Tymon, właściwie Tymon Smektała (ur. 22 stycznia 1977 we Wrocławiu) – polski raper, autor tekstów, dziennikarz, publicysta, projektant gier komputerowych, doktor ekonomii oraz autor książek i artykułów naukowych z zakresu public relations i Internetu. Były redaktor czasopisma CD-Action i redaktor naczelny magazynów Click! i Playbox. Syn felietonisty i krytyka Zdzisława Smektały.
Współpracował z takimi wykonawcami jak Magiera, Peja/Slums Attack, Familia H.P., Roszja, Daniel Walczak, WhiteHouse, czy Afro Kolektyw.
W 2011 roku Smektała został sklasyfikowany na 24. miejscu listy 30 najlepszych polskich raperów według magazynu Machina.

## Biografia
Absolwent wrocławskiej Akademii Ekonomicznej. 
Swoją karierę w hip-hopie rozpoczął w magazynie Klan, w którym pisał recenzje płyt. Po niepochlebnej ocenie jednej z płyt, zespół Wzgórze Ya-Pa 3 w jednym z utworów (utwór Fast food z albumu Ja mam to co ty z 1999 roku) skierował do dziennikarza kilka obraźliwych słów. Wtedy też Tymon na przełomie 1998 i 1999 roku wydał nielegal pt. Szelma. Na nielegalu znalazł się kawałek Tyle snów, w którym Tymon odpowiada zespołowi Wzgórze Ya-Pa-3.
W lipcu 2000, nakładem wytwórni T1-Teraz, Tymon pod pseudonimem Świntuch wydał płytę pt. Świntuszenie. Na płycie znalazły się liczne odniesienia do seksu i relacji damsko-męskich. Na początku 2002 roku, już pod swoim starym pseudonimem, Tymon nakładem Blend Records wydał płytę pt. Zmysłów 5. 11 kwietnia 2008, nakładem wytwórni Asfalt Records, wydana została  jego nowa płyta Oddycham smogiem. Producentem płyty jest Magiera.
Jego wada wymowy, polegająca na niewypowiadaniu „R” spowodowała, że w większości swoich tekstów Tymon zmuszony był do dobierania słów nie zawierających tej głoski.

## Dyskografia
Albumy
| Tytuł                           | Dane dot. albumu                                   |
| ------------------------------- | -------------------------------------------------- |
| Szelma                          | - Data: 1999 - Wydawca: brak (nielegal)            |
| Świntuszenie                    | - Data: czerwiec 2000 - Wydawca: T1-Teraz          |
| Zmysłów 5                       | - Data: 14 września 2002 - Wydawca: Blend Records  |
| Oddycham smogiem (oraz Magiera) | - Data: 11 kwietnia 2008 - Wydawca: Asfalt Records |

Inne
| Album                                  | Rok  | Uwagi                                                                            | Źródło |
| -------------------------------------- | ---- | -------------------------------------------------------------------------------- | ------ |
| Klan CD#06 (kompilacja Klanu)          | 1998 | Tymon - "Tyle snów 1" Roszja, Tymon - "Biuro podróży" WSZ, Tymon - "Czasem mylę" | [ 12 ] |
| Klan CD#08 (kompilacja Klanu)          | 1999 | Tymon - "Ssij pałę"                                                              | [ 13 ] |
| Parafun – Jedna siła jeden cel         | 1999 | "Nasze dokonania" (gościnnie: Wuesz, Jot, Tymon)                                 | [ 14 ] |
| RAPport 7/99 (kompilacja)              | 1999 | Tymon - "To więcej (Moje 7-1) Mix"                                               | [ 15 ] |
| Klan CD#13 (kompilacja Klanu)          | 2000 | Tymon - "Hiphop i seks (Remix)"                                                  | [ 16 ] |
| Magiera/Lulek – 2071                   | 2000 | "Poznajesz" (gościnnie: Tymon)                                                   | [ 17 ] |
| Blokersi (ścieżka dźwiękowa)           | 2001 | Tymon - "Jacy wtedy będziemy?"                                                   | [ 18 ] |
| Szkoła Życia (kompilacja)              | 2001 | Tymon - "Na fali"                                                                | [ 19 ] |
| Familia H.P. – Miejskie wibracje       | 2002 | "Tutaj" (gościnnie: Tymon)                                                       | [ 20 ] |
| Klan CD#23 (kompilacja Klanu)          | 2002 | Tymon - "Oto ja"                                                                 | [ 21 ] |
| Siny – W siną dal                      | 2002 | "Anonimowy Wrocław" (gościnnie: Tymon)                                           | [ 22 ] |
| JuNouMi Records EP vol.3 (kompilacja)  | 2003 | Tymon, Natal.ka - "Nie narzekam"                                                 | [ 23 ] |
| WhiteHouse – Kodex 2: Proces           | 2004 | "Jestem tutaj (do szpiku)" (gościnnie: Tymon)                                    | [ 24 ] |
| LZRiM – Nie wiesz a ja wiem            | 2004 | "Duet" (gościnnie: PMX, Tymon)                                                   | [ 25 ] |
| Popcorn – Hip Hop Mania 5 (kompilacja) | 2005 | Tymon - "Oto ja"                                                                 | [ 26 ] |
| Metro – Antidotum EP                   | 2006 | "98bpm" (gościnnie: Tymon, DJ Tort)                                              | [ 27 ] |
| JuNouDet (kompilacja)                  | 2006 | Tymon - "Mam cię na języku (Wersja JuNouDet)"                                    | [ 28 ] |
| Slums Attack – Fturując                | 2006 | "Te rzeczy są fajne (Kwesto Remix)" (gościnnie: Tymon)                           | [ 29 ] |

## Teledyski
| Tytuł                  | Rok  | Reżyseria/Realizacja | Album            | Źródło |
| ---------------------- | ---- | -------------------- | ---------------- | ------ |
| "On jest za duży"      | 2000 | —                    | Świntuszenie     | [ 30 ] |
| "Oto ja"               | 2002 | Dariusz Szermanowicz | Zmysłów 5        | [ 31 ] |
| "Głęboko w żyłach"     | 2002 | Dariusz Szermanowicz | Zmysłów 5        | [ 32 ] |
| "Spal tego tłuściocha" | 2003 | —                    | Zmysłów 5        | [ 33 ] |
| "Oddycham smogiem"     | 2009 | Grupa 13             | Oddycham smogiem | [ 34 ] |

## Filmografia
| Tytuł    | Rok  | Uwagi                                             | Źródło |
| -------- | ---- | ------------------------------------------------- | ------ |
| Blokersi | 2001 | film dokumentalny, reżyseria: Sylwester Latkowski | [ 35 ] |

## Publikacje
- Public relations w sytuacjach kryzysowych przedsiębiorstw, 2001, Astrum, ISBN 83-7277-037-9
- Public relations w internecie, 2006, Astrum, ISBN 83-7277-223-1
- Komunikacja wizerunkowa e-public relations, 2015, Astrum, ISBN 978-83-7277-828-4